# Чута, Седрик
Седрик Чута (фр. Cédric Tchouta, род. 23 марта 1993, Франсвиль) — габонский шоссейный велогонщик.

## Карьера
В 2013 году Седрик Чута стал чемпионом Габона в групповой гонке. В следующем году ему не удалось сохранить титул, заняв лишь пятое место. Зато в индивидуальной гонке он стал третьим. 
В сентябре 2015 года принял участие в Африканских играх 2015 проходивших в Браззавиле (Республика Конго). На них он занял 12-е место в командной гонке и 65-м место в групповой гонке, уступив более 15 минут победителю. А в ноябре на чемпионате Габона в групповой гонке, которая проводилась в Либревиль, уступил в финишном спринте он опередил Лерису Мукагни.
В конце февраля 2017 года вместе с пятью товарищами по сборной Габона (Нгандамба, Нзаху, Марога, Муленги, Экобена) отказался выйти на старт гонки Тропикале Амисса Бонго из-за нехватки финансирования, учитывая что их тренером был бывший испанский велогонщик Абрахам Олано, а также невыплатой всех причитающихся им бонусов от федерации велоспорта Габона как минимум в течение как минимум двух лет. За это министерство спорта Габона пожизненно отстранило всех шестерых от велоспорта. В июле это решение было заменено двумя условными годами.
Стартовал на таких гонках как Тропикале Амисса Бонго, Гран-при Шанталь Бийя, Тур Камеруна, Тур Сенегала. Был участником чемпионата Африки.

## Достижения
2013
 Чемпион Габона — групповая гонка
2014
3-й на Чемпионат Габона — индивидуальная гонка
2015
2-й на Чемпионат Габона — групповая гонка

## Рейтинги
| Год                 | 2013 | 2014  |
| ------------------- | ---- | ----- |
| Африканский тур UCI | 39-й | 111-й |
|                     |      |       |
| Источник: UCI       |      |       |